# Irán en los Juegos Olímpicos de Barcelona 1992
Irán estuvo representado en los Juegos Olímpicos de Barcelona 1992 por un total de 36 deportistas masculinos que compitieron en 6 deportes.
El portador de la bandera en la ceremonia de apertura fue el luchador Alireza Soleimaní.

## Medallistas
El equipo olímpico iraní obtuvo las siguientes medallas:
| Nombre            | Deporte     | Competición |
| ----------------- | ----------- | ----------- |
| Oro               |             |             |
| —                 |             |             |
| Plata             |             |             |
| Askari Mohamadian | Lucha libre | 62 kg M     |
| Bronce            |             |             |
| Amir Reza Jadem   | Lucha libre | 74 kg M     |
| Rasul Jadem       | Lucha libre | 82 kg M     |